# Slap Shot
Slap Shot is een Amerikaanse filmkomedie uit 1977 onder regie van George Roy Hill.

## Verhaal
De trainer van een derderangs ijshockeyclub heeft het aan de stok met zijn publiek en ook de eigenaar baart hem kopzorgen. Hij moet dus met een nieuwe strategie op de proppen komen. Daarbij maakt hij gebruik van onderhandse technieken.

## Rolverdeling
| Acteur            | Personage        |
| ----------------- | ---------------- |
| Paul Newman       | Reggie Dunlop    |
| Strother Martin   | Joe McGrath      |
| Michael Ontkean   | Ned Braden       |
| Jennifer Warren   | Francine Dunlop  |
| Lindsay Crouse    | Lily Braden      |
| Jerry Houser      | Dave Carlson     |
| Andrew Duncan     | Jim Carr         |
| Jeff Carlson      | Jeff Hanson      |
| Steve Carlson     | Steve Hanson     |
| David Hanson      | Jack Hanson      |
| Yvon Barrette     | Denis Lemieux    |
| Allan F. Nicholls | Johnny Upton     |
| Brad Sullivan     | Morris Wanchuk   |
| Stephen Mendillo  | Jim Ahern        |
| Yvan Ponton       | Jean-Guy Drouin  |
| Melinda Dillon    | Suzanne Hanrahan |